# Yūsuke Kobori
Yūsuke Kobori (jap. 小堀 佑介, Kobori Yūsuke; * 11. Oktober 1981 in Yotsukaidō, Präfektur Chiba, Japan) ist ein ehemaliger japanischer Profiboxer. Er war von Mai 2008 bis Januar 2009 WBA-Weltmeister im Leichtgewicht.

## Boxkarriere
Yūsuke Kobori hatte sein Profidebüt im Februar 2000 und bestritt in den folgenden rund acht Jahren 25 Kämpfe, von denen er 22 gewann. Er konnte am 19. Mai 2008 in Ariake (Tokio) um den WBA-Weltmeistertitel im Leichtgewicht boxen und siegte dabei durch TKO in der dritten Runde gegen José Alfaro. In seiner ersten Titelverteidigung verlor er am 3. Januar 2009 in Yokohama einstimmig nach Punkten gegen Paulus Moses. Dies blieb sein zugleich letzter Boxkampf.
2016 wurde er Boxtrainer im Club Kadoebi Houseki in Tokio.